# Casa al carrer Major, 25 (l'Arboç)
La Casa al carrer Major, 25 és una obra eclèctica de l'Arboç (Baix Penedès) inclosa a l'Inventari del Patrimoni Arquitectònic de Catalunya.

## Descripció
L'edifici té quatre plantes. Els baixos presenten una portalada de mig punt decorada a cada costa per una columna adossada i per una clau amb cara de dona. La planta noble consta d'una tribuna sostinguda per sis mènsules, on podem llegir la data 1898. La tribuna és feta de pedra, presenta un pilastra a cada a angle del davant i dues columnes jòniques al mig. Damunt veiem un fris i una cornisa sobresortida. El segon pis és compost per una tribuna oberta, de dimensions més reduïdes, però amb la mateixa composició i decoració. La Tercera planta presenta un finestral que s'estén per tota la façana i que és dividida per dues columnes jòniques, les quals junt amb les dues pilastres laterals sostenen unes motllures florals i una cornisa composta de mènsules i d'una barana de pedra.

## Història
Fou construïda a finals del segle xix (1898).